# Bocksrück (Haag)
Bocksrück ist ein Gemeindeteil der Gemeinde Haag im Landkreis Bayreuth (Oberfranken, Bayern). Bocksrück liegt in der Gemarkung Haag.

## Geografie
Durch den Weiler fließt der Bocksrückbach, ein rechter Zufluss des Gosenbachs. Im Südosten steigt das Gelände zum Bocksrücken (502 m ü. NHN) an, einer Erhebung der nördlichen Fränkischen Schweiz, die im Forst Thiergarten liegt. Unmittelbar östlich befindet sich eine Kalkgrube. Ein Anliegerweg führt 0,5 km weiter westlich zu einer Gemeindeverbindungsstraße zwischen Bockmühle im Südwesten und Unternschreez im Norden. Ein landwirtschaftlicher Verkehrsweg führt zur Leismühle (0,5 km südwestlich).

## Geschichte
Bereits 1672 wurde hier ein Eisenbergwerk betrieben.
Bocksrück bildete mit Freileithen und Röth eine Realgemeinde. Gegen Ende des 18. Jahrhunderts bestand Bocksrück aus drei Anwesen (2 Halbhöfe, 1 Gütlein). Die Hochgerichtsbarkeit stand dem bayreuthischen Stadtvogteiamt Creußen zu. Das bayreuthische Amt Unternschreez hatte die Dorf- und Gemeindeherrschaft und die Grundherrschaft über sämtliche Anwesen.
Von 1797 bis 1810 unterstand der Ort dem Justiz- und Kammeramt Bayreuth. Mit dem Gemeindeedikt wurde Bocksrück dem 1812 gebildeten Steuerdistrikt Haag und der zugleich gebildeten Ruralgemeinde Haag zugewiesen.

### Einwohnerentwicklung
| Jahr      | 001799 | 001819 | 001822 | 001861 | 001871 | 001885 | 001900 | 001925 | 001950 | 001961 | 001970 | 001987 |
| Einwohner | 20     | 22     | 25     | 29     | 24     | 27     | 24     | 23     | 38     | 17     | 12     | 8      |
| Häuser    | 3      |        | 3      |        |        | 3      | 3      | 3      | 3      | 5      |        | 3      |
| Quelle    | [ 5 ]  | [ 10 ] | [ 7 ]  | [ 11 ] | [ 12 ] | [ 13 ] | [ 14 ] | [ 15 ] | [ 16 ] | [ 17 ] | [ 18 ] | [ 1 ]  |

## Religion
Bocksrück ist seit der Reformation evangelisch-lutherisch geprägt und nach St. Katharina (Haag) gepfarrt.